# Hidantoin
A hidantoin heterogyűrűs vegyület. Felfogható a glikolsav és a karbamid „kettős kondenzációs” termékeként. Az imidazolidin dionja. (Az imidazolidin az imidazol telített származéka.)
A hidantoin származékait (elsősorban epilepszia elleni) gyógyszerként használják (pl. fenitoin).

## Előállítás
A hidantoint először Adolf von Baeyer izolálta 1861-ben, és a húgysavról szóló tanulmányában tette közzé. Allantoin hidrogénezésével állította elő, innen a vegyület neve.
5-metil-származékát Urech szintetizálta 1873-ban alanin-szulfátból és kálium-cianátból(en). Az eljárást róla nevezték el Urech hidantoin szintézisnek(en).
Az 5,5-dimetil-származék megkapható aceton-ciánhidrinből és ammónium-karbonátból. A reakciót ugyancsak Urech fedezte fel. Ezt a reakciótípust Bucherer–Bergs-reakciónak(en) nevezik.

## Felhasználás

### Reakció
A hidantoin reagál a forró, híg sósavval. Az egyik keletkező termék a glicin.

### Gyógyszerek

#### Származékok
Az izomlazító dantrolén malignus hyperthermia(en) (altatás közben fellépő rosszindulatú láz és görcs), malignus neuroleptikus szindróma, izomgörcs és Ecstasy-mérgezés elleni szer.
A hidantoin néhány N-halogénezett származékát fertőtlenítő és csíraölő szerekben használják. A három legfontosabb származék: 1,3-diklór-5,5-dimetilhidantoin, bróm-klór-dimetilhidantoin(en) és dibróm-dimetilhidantoin(en).

### Gyógyszeripar
A hidantoint használják a következő antiepileptikumok előállításához:
- ethotoin
- fenitoin
- mefenitoin
- foszfenitoin

## A DNS oxidációja hidantoinná a sejt halála után
A szervezet halála után a DNS-ben található citozin és timin egy része hidantoinná oxidálódik. Ez megnehezíti a régi DNS-minták vizsgálatát.

## Fordítás
- Ez a szócikk részben vagy egészben  a   Hydantoin című angol Wikipédia-szócikk fordításán alapul.  Az eredeti cikk szerkesztőit annak laptörténete sorolja fel. Ez a jelzés csupán a megfogalmazás eredetét és a szerzői jogokat jelzi, nem szolgál a cikkben szereplő információk forrásmegjelöléseként.